# Таунс (окръг, Джорджия)
Окръг Таунс (на английски: Towns County) е окръг в щата Джорджия, Съединени американски щати. Площта му е 445 km², а населението - 9319 души (2000). Административен център е град Аяуаси.